# Пужмесь-Тукля
Пужмесь-Тукля (удм. Жӧгы) — деревня в Увинском районе Удмуртии, входит в Мушковайское сельское поселение. Находится в 22 км к северо-востоку от посёлка Ува и в 55 км к северо-западу от Ижевска.

## Население
| 2010 | 2012 |
| ---- | ---- |
| 114  | ↘112 |

В 2007 году население деревни составляло 129 человек.